# Thamnobryum ceylonense
Thamnobryum ceylonense är en bladmossart som beskrevs av Johannes Enroth 1994. Thamnobryum ceylonense ingår i släktet rävsvansmossor, och familjen Neckeraceae. Inga underarter finns listade i Catalogue of Life.